# Władysław Raczkowski
Władysław Piotr Antoni Raczkowski (* 19. Mai 1893 in Wartkowice; † 1. Juli 1959 in Łódź) war ein polnischer Dirigent, Chorleiter, Pianist und Organist.
Der Sohn des Organisten Antoni Raczkowski studierte bis 1916 am Konservatorium Warschau (heute Fryderyk-Chopin-Universität für Musik) und unterrichtete danach an verschiedenen Musikschulen. Von 1920 bis 1929 wirkte er in Posen als Organist, Kammermusiker, Dirigent, Chorleiter, Musikveranstalter und als Lehrer am Konservatorium. Von 1929 bis 1931 unterrichtete er am Konservatorium Warschau und war Chorleiter bei der Warschauer Nationalphilharmonie, danach wirkte er bis zum Ausbruch des Zweiten Weltkrieges erneut in Posen.
Die Okkupationszeit verbrachte Raczkowski in Warschau, wo er privaten Musikunterricht gab. Ab 1945 lebte er in Łódź. Er unterrichtete dort bis 1949 Chorgesang und Einführung in das Musikstudium an der Staatlichen Hochschule für Film, Fernsehen und Theater und realisierte mit Tomasz Kiesewetter mehrere musikalische Theateraufführungen. Nach einem Jahr 1949/50 als künstlerischer Leiter der Warschauer Philharmoniker war er bis 1954 Leiter des Philharmonieorchesters Łódź. Ab 1954 leitete er das Opernhaus Łódź, wo er Opern wie Don Pasquale, Krakowiacy i Górale, La traviata, Eugen Onegin, Madama Butterfly und Halka aufführte.